# Xã Rantoul, Quận Champaign, Illinois
Xã Rantoul (tiếng Anh: Rantoul Township) là một xã thuộc quận Champaign, tiểu bang Illinois, Hoa Kỳ. Năm 2010, dân số của xã này là 11.273 người.